# NGC 5116
NGC 5116 ist eine 12,9 mag helle Balken-Spiralgalaxie vom Hubble-Typ SBc im Sternbild Haar der Berenike am Nordsternhimmel. Sie ist schätzungsweise 130 Millionen Lichtjahre von der Milchstraße entfernt und hat einen Durchmesser von etwa 75.000 Lj.

Im selben Himmelsareal befinden sich u. a. die Galaxien IC 4230, IC 4234, IC 4241, IC 4244.
Das Objekt wurde am 11. April 1785 vom deutsch-britischen Astronomen Wilhelm Herschel mit einem 18,7-Zoll-Spiegelteleskop entdeckt, der sie dabei mit „vF, mE, 1.5′ long, resolvable, discovered during gaging“ beschrieb.